# アゴヒゲトカゲ属
アゴヒゲトカゲ属（アゴヒゲトカゲぞく、Pogona）は、爬虫綱有鱗目アガマ科に属する属。

## 分布
オーストラリア固有属

## 形態
体型は扁平。頭部は幅広い。頭部や体側面には刺状の鱗が並ぶ。属名Pogonaはギリシャ語で「髭」を指すpogonに由来し、和名とほぼ同義。
鼓膜が露出する。

## 分類
古くはAmphibolurus属に含まれ、ヒガシアゴヒゲトカゲ1種だと考えられていた。しかしヒガシアゴヒゲトカゲが複数の種に分割されたことにより、独立した属として分割された。
- Pogona barbata　ヒガシアゴヒゲトカゲ (Eastern bearded dragon)
- Pogona henrylawsoni　ローソンアゴヒゲトカゲ (Rankin's dragon)
- Pogona microlepidota　ササメアゴヒゲトカゲ
- Pogona minima　ニシアゴヒゲトカゲ（ヒメアゴヒゲトカゲの亜種とする説もあり[2][3]）
- Pogona minor　ヒメアゴヒゲトカゲ
- Pogona mitchelli　ミッチェルアゴヒゲトカゲ（ヒメアゴヒゲトカゲの亜種とする説もあり[2][3]）
- Pogona nullarbor　ナラーボーアゴヒゲトカゲ
- Pogona vitticeps　フトアゴヒゲトカゲ (Central Bearded Dragon)

## 生態
砂漠や荒野、草原、森林などに生息する。地上棲もしく半樹上棲で、倒木の上などに登ることが多い。危険を感じると口を開け喉の皮膚を広げて威嚇する種もいる。
食性は雑食で、昆虫、小型爬虫類、小型哺乳類、花、果実などを食べる。

## 人間との関係
ペットとして飼育されることもあり、日本にも輸入されている。主にフトアゴヒゲトカゲが流通する。テラリウムで飼育される。昼間（もしくは照明と合わせて一定持間）は小型の保温用の電球などをケージの中へ照射し局所的に高温の場所を作る。また照明として紫外線照射量の多い爬虫類飼育用の蛍光灯などを一定時間点灯する。水は倒されないような水容器を設置する。餌はコオロギなど昆虫、野菜、本種専用や雑食のトカゲ用の人工飼料などを与える。口に入る動物は何でも食べてしまい全長に差がある場合は共食いすることもあるため、基本的に単独で飼育する。

## 画像

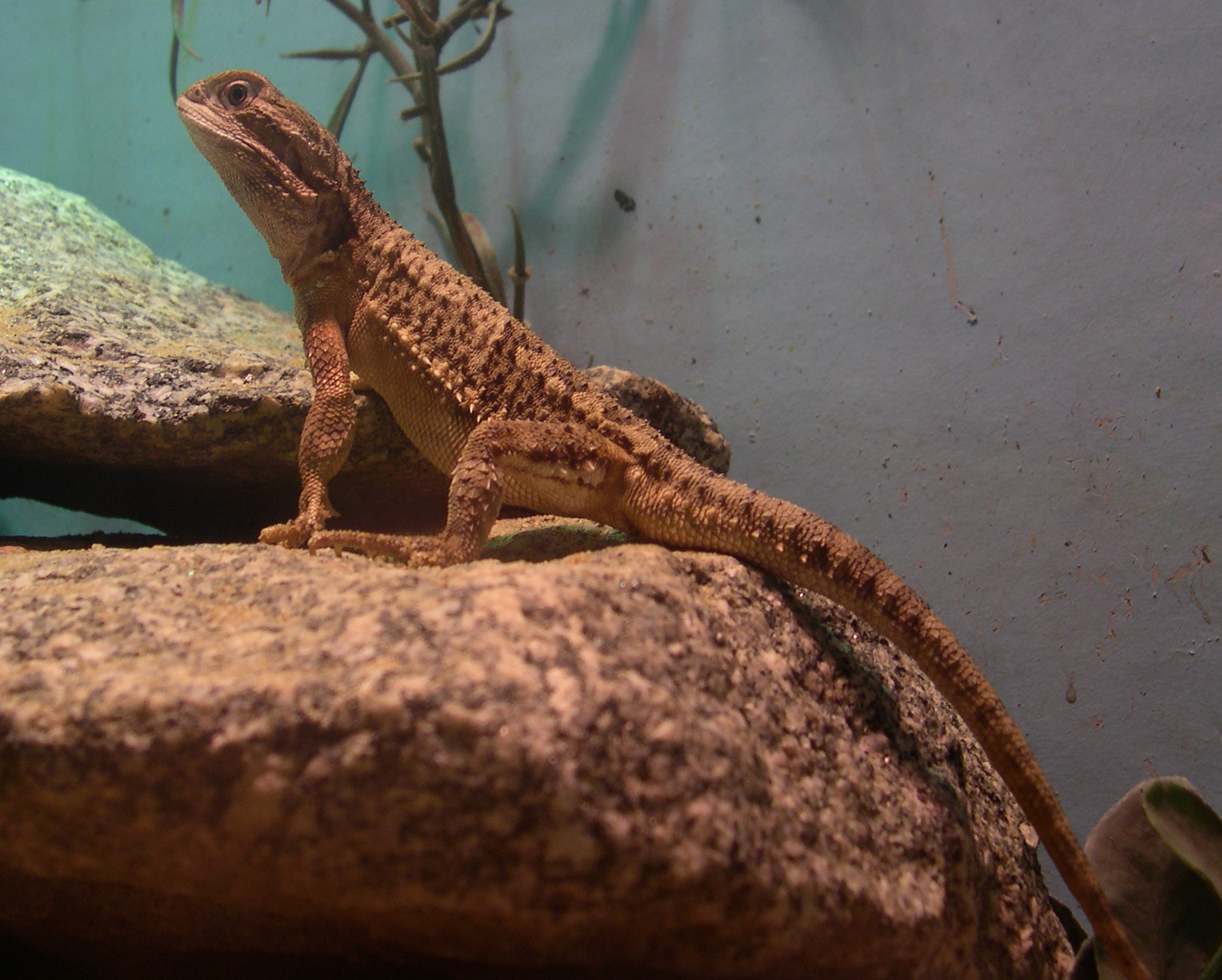
ローソンアゴヒゲトカゲ P. henrylawsoni
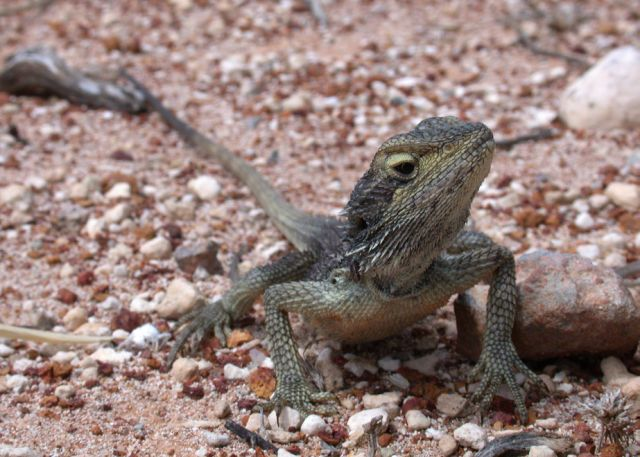
ヒメアゴヒゲトカゲ P. minor
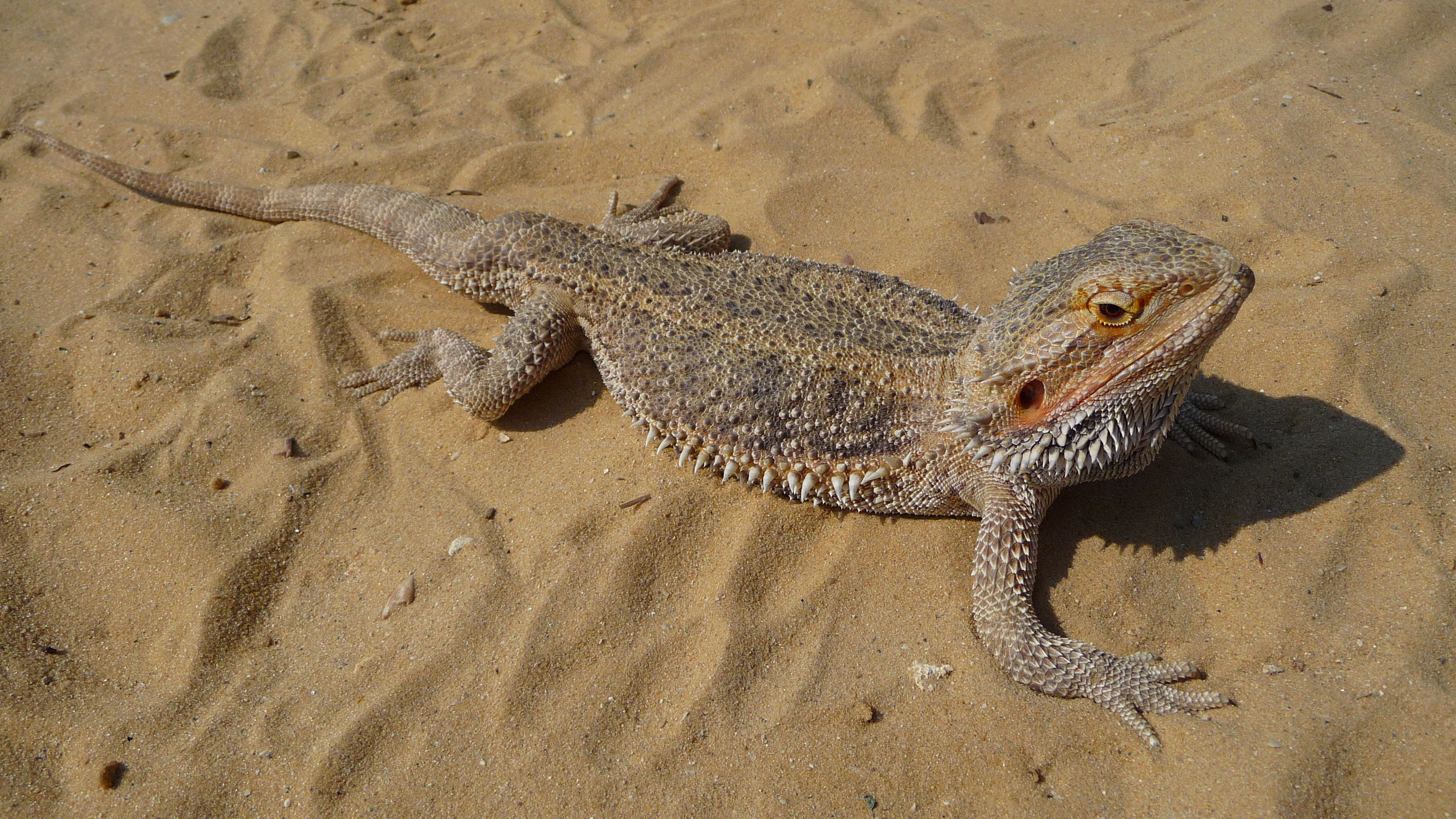
フトアゴヒゲトカゲ P. vitticeps